# Cleora maculata
Cleora maculata är en fjärilsart som beskrevs av Reuter 1893. Cleora maculata ingår i släktet Cleora och familjen mätare. Inga underarter finns listade i Catalogue of Life.